# 八里庄

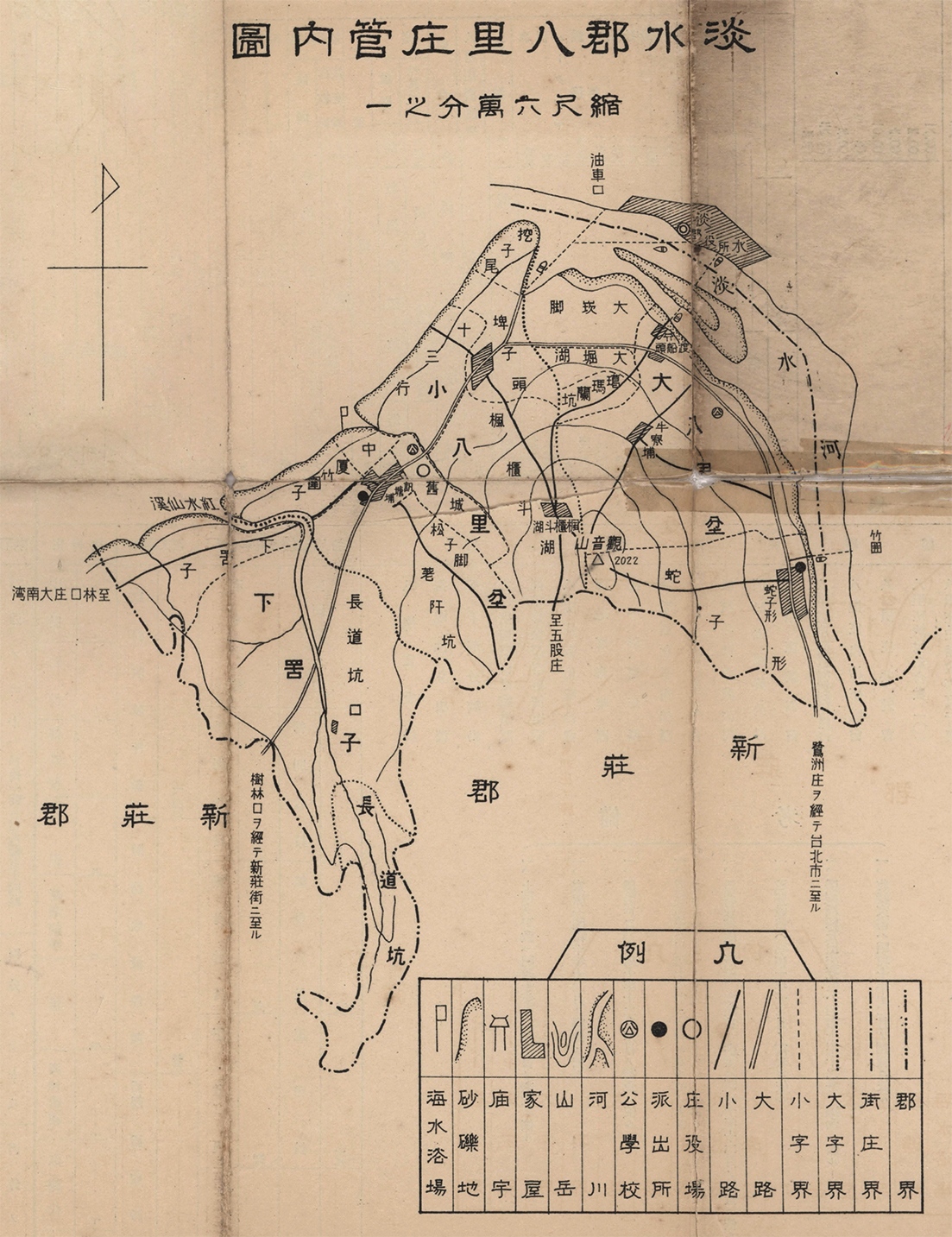
八里庄管內圖

八里庄為臺灣日治時期1920年至1945年間存在之行政區，轄屬臺北州淡水郡。即今新北市八里區。

## 行政區劃
八里地區在清治時期及日治時期初期屬八里坌堡的庄，在1895年6月隸屬「臺北縣淡水支廳」，在1897年7月1日隸屬「樹林口辨務署」，在訊塘埔庄設置第二區區長事務所。1898年6月28日，八里坌堡改隸「滬尾辨務署山腳庄支署」。1899年月10日13，改設置第九區庄長事務所。1901年11月11日，臺灣的行政區劃改為二十廳，五股地區隸屬「臺北廳滬尾支廳」。1901年12月17日，臺北廳劃分為39個區，八里地區被劃分為第32區。1902年7月31日，八里坌堡實施街庄整併。1906年1月1日，臺北廳改設置以地名稱呼的28個區，八里地區被劃分為小八里坌區。此時的街庄如下：
- 八里坌堡：大八里坌庄、小八里坌庄、長道坑庄、下罟仔庄[7]

1912年9月21日，滬尾支廳更名為「淡水支廳」。1920年10月1日，原堡里之行政區廢除，街庄改為大字；小八里坌區（前述4庄）改為臺北州淡水郡「八里庄」，轄域內分為大八里坌、小八里坌、長道坑、下罟子四個大字。
- 大八里坌大字下有「蜿子形」、「渡船頭」、「大崁脚」、「大堀湖」、「(王曷)瑪蘭坑」小字名
- 小八里坌大字下有「訊塘埔」、「埤子頭」、「挖子尾」、「楓櫃斗湖」、「十三行」、「舊城」、「松子脚」、「荖阡坑」、「厦竹圍子」、「中」小字名
- 下罟子大字下有「下罟子」、「長道坑口」小字名[9]

二戰後，八里庄在1946年改為臺北縣淡水區八里鄉，為目前的新北市八里區。
| 1901年 | 1901年                       | 1906年     | 1906年     | 1920年-1945年 | 1920年-1945年 | 1946年 |
| 區     | 街庄                         | 區         | 街庄       | 街庄          | 大字          | 鄉鎮   |
| ------ | ---------------------------- | ---------- | ---------- | ------------- | ------------- | ------ |
| 第32區 | 蛇仔形庄、渡船頭庄、大崁腳庄 | 小八里坌區 | 大八里坌庄 | 八里庄        | 大八里坌      | 八里鄉 |
| 第32區 | 大崁腳庄、海墘厝庄、荖阡坑庄 | 小八里坌區 | 小八里坌庄 | 八里庄        | 小八里坌      | 八里鄉 |
| 第32區 | 下罟仔庄                     | 小八里坌區 | 長道坑庄   | 八里庄        | 長道坑        | 八里鄉 |
| 第32區 | 下罟仔庄                     | 小八里坌區 | 下罟仔庄   | 八里庄        | 下罟子        | 八里鄉 |

## 庄長
- 劉秋江：1920年至1924年（曾任海墘厝公學校雇）
- 黃千益：1925年至1931年（同時為臺北州公醫）
- 谷善次：1932年至1935年
- 神谷龜吉：1936年至1937年（曾任板橋街長，後任汐止街長）
- 芹澤彌吉：1938年至1945年（曾任臺北州警務部衛生課警部）[10]

## 設施
- 八里庄役場：位在八里庄小八里坌字舊城115番地[2]
- 大屯國立公園
- 樂山園（漢生病園區，新北市歷史建築）
- 八里海水浴場
- 海墘厝公學校→八里國民學校（今八里國小）
- 海墘厝公學校蛇子形分教場→八里東國民學校（今米倉國小）
- 八里販賣購買利用信用組合（今八里區農會）